# 反町理
反町 理（そりまち おさむ、1964年4月26日 - ）は、日本のジャーナリスト、ニュースキャスター、YouTuber。フジテレビジョン元取締役。

## 来歴・人物
神奈川県横浜市出身。栄光学園中学校・高等学校を経て、早稲田大学政治経済学部政治学科卒業。
小学5年時に、自宅の書棚に父親が所持していた、『青春国会劇場 早稲田大学雄弁会が産んだ7人のサムライ』（豊田行二著作）に興味を持ち熟読した結果、雄弁会がどんな組織が非常に興味を持ち、大学受験は早稲田大学のみ受験をし、大学在学中は、早稲田大学雄弁会に所属した。雄弁会に所属したため、第37回衆議院議員総選挙にて雄弁会の活動の一環で当時衆議院議員であった元東京都知事の石原慎太郎の選挙活動を手伝っていたので、選挙の裏事情の現場にも居たと回想している。
1987年4月、フジテレビジョン入社。同期は、元同局アナウンサーで、BSフジ編成局広報担当局長の塩原恒夫。入社当時から政治部志望であったが、入社後2年間は報道カメラマン、その後、ニュース番組のスポーツコーナーのディレクターを1年担当。ワシントン特派員を3年6ヶ月担当し、帰国。ワシントン特派員時代、英語もネイティブで無く、質問の中身が狭くてワシントンの政治家から質問を拒否される事もあったので、手の届かない遠い目標だったのが産経新聞ワシントン駐在編集特別委員兼論説委員の古森義久であるとしている。
帰国後、経済部に異動したが、青山学院大学大学院国際政治経済学研究科国際政治学専攻の夜間部に進み、修士課程修了。
首相官邸キャップ、政治部デスク等を経て、2009年4月1日から『BSフジLIVE プライムニュース』のキャスターを担当。キャスターを受諾する際にも、最初は断りを入れたが幾つかの条件を受け入れて貰って受諾したとしており、本人としては「テレビに出たい為にフジテレビに入社した訳では無い」と回想しているので、テレビに映るモチベーションは持ち合わせていないという。その為、自分は「質問係のおじさん」であるので、飾ろう等と全く考えていないとしている。
2010年6月29日付人事異動にて、平井文夫の後任として政治部長に就任。その後、2011年6月29日付人事異動にて、編集委員兼解説委員に就任。2013年4月から『BSフジLIVE プライムニュース』編集長を兼務。2017年7月1日付で報道局解説委員長に就任。2018年4月2日から夕方の報道番組『プライムニュース イブニング』のメインキャスターに異動のため、同年3月30日をもって『BSフジLIVE プライムニュース』を降板し、プライムニュース編集長の肩書きは外れた。
2019年3月を以って『プライムニュース イブニング』が終了したことに伴い同4月より『BSフジLIVE プライムニュース』キャスターに復帰した。
2020年6月26日付で株式会社フジテレビジョンの執行役員に就任。2021年7月1日付で同社の取締役に就任。2025年3月27日付で同社の取締役を退任した。
後述の通り、2025年6月末でフジテレビとの嘱託契約が満了後、同年7月30日に自身のXでYouTubeでの配信活動を始めることを表明し、8月1日よりYouTubeチャンネル『NEXTV LAB』にて「反町理のソコが聞きたい!!」と題した動画の配信を開始した。

## 不祥事
2025年3月31日、中居正広・フジテレビ問題をめぐる第三者委員会の報告書において、反町による後輩女性社員2名に対するハラスメント行為が認定された。報告書によると、反町は2006年から2008年頃、それぞれ女性社員を食事などに誘って丸一日拘束したり、プライベートの写真の送付を求めるなどした上、断られると業務上必要なメモを共有しない、不当な叱責の内容のメールを部内に一斉送信する、電話で怒鳴る等といったセクハラ・パワハラ行為を行っていた。
女性社員らの相談を受け、2007年頃に反町は上長から口頭で注意を受けたが、懲戒処分は下されなかった。週刊文春が当該事案について報道した2018年には社内で再度調査が行われ、当時の専務取締役の岸本一朗と報道局長の石原正人が対応に当たったが、処分はまたしても見送られた。この間も反町は報道番組への出演を続けつつ昇進を重ね、2021年には取締役に就任した。第三者委員会は、会社のこのような対応がフジテレビ社員に負の影響を大きく与えたと指摘した。
同日放送の『BSフジLIVE プライムニュース』では、本人からの申し出を受け出演を見合わせた。翌4月1日、BSフジは反町の同番組への出演を当面見合わせると発表した。
6月5日、フジテレビは一連の問題における社内処分を発表した。反町については懲戒処分が妥当としたものの、過去に厳重注意とされたのち、社内調査で処分しないと判断されているため、一事不再理の原則に基づき改めて処分を行えないとした。合わせて同月末までの嘱託契約を更新しないことも発表した。これにより出演を見合わせていた『BSフジLIVE プライムニュース』には復帰せず、事実上降板することとなった。

## 出演番組

### テレビ
報道番組
| 期間                              | 期間                               | 番組名                                | 役職                            | 担当日 |
| --------------------------------- | ---------------------------------- | ------------------------------------- | ------------------------------- | ------ |
| 1993年4月1日                      | 1994年3月31日                      | FNN おはよう!サンライズ               | ワシントン特派員→経済レポーター | 平日   |
| 2009年4月1日 および 2019年4月1日  | 2018年3月30日 および 2025年3月28日 | BSフジLIVE プライムニュース（BSフジ） | キャスター                      | 平日   |
| 2016年10月1日 および 2019年4月6日 | 2018年3月31日 および 2020年9月26日 | プライムニュース SUPER（BSフジ）      | キャスター                      | 平日   |
| 2018年4月2日                      | 2019年3月29日                      | プライムニュース イブニング           | キャスター                      | 平日   |
| 2021年4月7日                      | 2021年9月頃                        | プライムオンラインTODAY（BSフジ）     | 『反町さん ブツです!』試食担当  | 水曜日 |

特別番組
- FNN選挙特番 ニッポンの決断!2017（コメンテーター）- 2017年10月22日
- Live選挙サンデー 令和の大問題追跡SP（コメンテーター）- 2019年7月21日
- 鶴瓶&安住の放送局漫遊記（民放系列BSデジタル放送局共同制作）※『プライムニュース』パート、グランドフィナーレ、グランドフィナーレ延長戦 - 2019年12月1日
- BS5局番組 バナナマンのBSはササルTV ズブズブスペシャル!（BSテレ東）※「報道」パート - 2021年3月20日

### ラジオ
- 笑福亭鶴瓶 日曜日のそれ（ニッポン放送） - 2020年1月12日

## 著書
- 『聞きたいことを聞き出す技術』扶桑社、2018年。ISBN 978-4594079253。
  - 『聞き出す技術』（増補新書版）扶桑社新書、2020年。ISBN 978-4594086114。